# Der Würgeengel
Der Würgeengel (Originaltitel: El ángel exterminador) ist ein surrealistisches Filmdrama von Luis Buñuel aus dem Jahr 1962.

## Handlung
Die Eheleute Nobile geben eine Party, als die Bediensteten plötzlich ihre Posten verlassen. Die Gäste bleiben entgegen den gesellschaftlichen Konventionen über Nacht im Haus. Am nächsten Morgen stellen alle fest, dass sie den Raum, in dem sie sich befinden, nicht mehr verlassen können, obwohl sie physisch nicht daran gehindert werden. Offene Türen und Fenster ließen ein Verlassen jederzeit zu. Andererseits wagen sich Außenstehende und Schaulustige außerhalb des Hauses auch nicht in das Haus hinein, um den „Eingeschlossenen“ zu helfen. Es vergehen einige Tage, die Menschen werden nervös und hysterisch. Nahrungsmittel und Wasser gehen aus. Einer der Gäste stirbt, ein junges Paar begeht Selbstmord.
Die Gäste können sich schließlich selbst befreien: Das exakte Nachstellen der äußeren Szenerie, die sie in diese verzwickte Situation gebracht hat, hebt den Zauber auf. Die Befreiung wird in einer Kirche mit einer Messe gefeiert. Anschließend scheitern zuerst der Priester und die Messdiener, dann die gesamte Gemeinde aus unklaren Gründen bei dem Versuch, die Kirche zu verlassen. Es scheint sich ein neues Drama anzubahnen.
Nun setzt ein wildes Glockenläuten ein. Gleichzeitig räumt das Militär mit Waffengewalt den Vorplatz der Kirche, auf dem sich eine aufgebrachte Menschenmenge versammelt hat.
In der letzten Einstellung ist der Platz menschenleer, und man sieht eine Schar Lämmer, die unter fortdauerndem Glockengeläut und letzten Gewehrschüssen auf das Kirchenportal zulaufen und in der Kirche verschwinden.

## Titel
Ursprünglich sollte der Titel Die Schiffbrüchigen von der Straße der Vorsehung lauten. Als der Autor José Bergamín von einem geplanten Stück mit dem Titel „El ángel exterminador“ (dt. „Der Würgeengel“) erzählte, war Buñuel so angetan, dass er, nachdem Bergamín sein Projekt aufgegeben hatte, den assoziationsstarken Titel für seinen Film übernahm.
Der deutsche Verleihtitel „Der Würgeengel“, das Äquivalent des spanischen „El ángel exterminador“, weckt Assoziationen an die Bibel. Die Bezeichnung „Würgengel“ (ohne das Fugen-e) erscheint zuerst bei Luther 1545, angeregt durch einen lateinischen Bibeltext in der Bedeutung „von Gott zum Töten ausgesandter Engel.“ 
Hinweise im Film auf den Begriff Würgeengel gibt es kaum: Der sterbende alte Mann ist froh, dass er die „Ausrottung“ nicht mehr erlebt. Im Off ertönt im Umkreis der Sterbesequenz ein lautes Flügelschlagen. Eine Tür der Seitenkabinette ist mit Engeln bemalt.

## Kritik
„Man muß den Würgeengel wiederholt anschauen. Weil nämlich dieser vollkommen klare und von vorne bis hinten lesbare Film in gleichem Maß ein Werk voller Geheimnisse ist, von schwindelerregender Komplexität […] weil unter der offensichtlichen Einfachheit der Inszenierung die eigentliche filmische Virtuosität Buñuels freien Lauf bekommt. Weil dieser Würgeengel einfach ein Meisterwerk ist.“

„Der […] Film ist wegen seiner irrationalen Grundhaltung und auch wegen der Fremdheit seiner Mentalität nur schwer zugänglich, vermag aber trotz oder vielleicht gerade wegen seiner esoterischen Eigenarten ein künstlerisches Kino-Erlebnis zu vermitteln.“

## Auszeichnungen
- Regisseur Luis Buñuel war 1962 für die Goldene Palme der Internationalen Filmfestspiele von Cannes nominiert.
- 1963 gewann Luis Buñuel den Bodil für den besten nicht-europäischen Film.

## Fortwirkung
- In ihrem Stück Rechnitz (Der Würgeengel) (2008) über das Massaker von Rechnitz nimmt Elfriede Jelinek Bezug auf das Filmszenario.[6]
- Martin Wuttke, Anna Heesen und Arno Waschk verwendeten den Film als Grundlage für ihr Theaterstück „Nach der Oper. Würgeengel“, das am 12. Februar 2012 im Wiener Burgtheater Premiere hatte.[7]
- Thomas Adès: The Exterminating Angel. 2016, Oper nach dem Film; Tom Cairns (Regie und Mitarbeit am Libretto), Uraufführung bei den Salzburger Festspielen 2016[8]
- Der Würgeengel. Psalmen und Popsongs nach Luis Buñuel. Koproduktion von Schauspiel Leipzig und Schauspielhaus Bochum unter der Regie von Johan Simons, u. a. mit Sandra Hüller[9]
- PeterLicht und SE Struck: Der Würgeengel. Theaterstück nach Luis Buñuel (Uraufführung 20. Januar 2024, Schauspiel Frankfurt)[10]

## Trivia
Woody Allen nimmt in seinem Film „Midnight in Paris“ (2011) in einem Witz Bezug auf den Film.